# Turquía en los Juegos Olímpicos de Londres 1948
Turquía estuvo representada en los Juegos Olímpicos de Londres 1948 por un total de 58 deportistas, 57 hombres y una mujer, que compitieron en 7 deportes.

## Medallistas
El equipo olímpico turco obtuvo las siguientes medallas:
| Nombre         | Deporte            | Competición    |
| -------------- | ------------------ | -------------- |
| Oro            |                    |                |
| Mehmet Oktav   | Lucha grecorromana | 62 kg M        |
| Ahmet Kireççi  | Lucha grecorromana | +87 kg M       |
| Nasuh Akar     | Lucha libre        | 57 kg M        |
| Gazanfer Bilge | Lucha libre        | 62 kg M        |
| Celal Atik     | Lucha libre        | 67 kg M        |
| Yaşar Doğu     | Lucha libre        | 73 kg M        |
| Plata          |                    |                |
| Kenan Olcay    | Lucha grecorromana | 52 kg M        |
| Muhlis Tayfur  | Lucha grecorromana | 79 kg M        |
| Halit Balamir  | Lucha libre        | 52 kg M        |
| Adil Candemir  | Lucha libre        | 79 kg M        |
| Bronce         |                    |                |
| Ruhi Sarıalp   | Atletismo          | Salto triple M |
| Halil Kaya     | Lucha grecorromana | 57 kg M        |